# 7543 Prylis
7543 Prylis è un asteroide troiano di Giove del campo greco. Scoperto nel 1973, presenta un'orbita caratterizzata da un semiasse maggiore pari a 5,1907734 UA e da un'eccentricità di 0,0626581, inclinata di 14,06644° rispetto all'eclittica.
L'asteroide è dedicato a Prelide, il figlio di Hermes che avrebbe dato ai greci l'idea del cavallo di Troia nell'interpretazione di Giovanni Tzetzes.